# Fry
Fry – miejscowość i gmina we Francji, w regionie Normandia, w departamencie Sekwana Nadmorska.
Według danych na rok 1990 gminę zamieszkiwały 133 osoby, a gęstość zaludnienia wynosiła 17 osób/km² (wśród 1421 gmin Górnej Normandii Fry plasuje się na 765. miejscu pod względem liczby ludności, natomiast pod względem powierzchni na miejscu 479.).